# Screwed the Pooch
Screwed the Pooch (titulado Se tiró a la perra en España y Sexo entre animales en Hispanoamérica) es el decimotercer episodio de la tercera temporada de la serie Padre de familia emitido el 29 de noviembre de 2001 a través de FOX en Estados Unidos. La trama se centra en la familia Griffin, los cuales visitan a los padres de Lois. Durante la visita, Brian se aparea con la perra del Sr. Pewterschmidt con el consecuente resultado del embarazo de esta, cuando Carter Pewterschmidt se entera y le prohíbe volver a ver a la can, este decide demandarle por la custodia de los cachorros. Como artista invitado, el presentador Bob Barker presta su voz a su homónimo personaje.
El episodio está escrito por Dave Collard y Ken Goin y dirigido por Pete Michels.

## Argumento
Lois obliga a Peter a visitar con su familia a los suegros de este para malestar de Peter por el desagrado que siente el padre de Lois. Por otro lado, la libido de Brian empieza a jugarle malas pasadas y acepta la invitación de Lois después de que esta y Peter le pillaran masturbándose. Tras llegar a la mansión Pewterschmidt, Carter le presenta a Brisa Marina, una perra de raza galgo a la que encuentra muy atractiva, mientras Peter se afana en caerle bien a su suegro, pero sus resultados son vanos hasta que forzada [mediante chantaje] por su hija, Carter invita a Peter a una partida de póker tejano con el que gana a Ted Turner la CNN con la ayuda de su yerno.
Una vez reconciliados, Carter invita a Peter y a los demás a una carrera de galgos, pero la amistad va al traste cuando Brian ve que uno de los canes es Brisa Marina e irrumpe en la carrera para aparearse. De nuevo en casa, el veterinario comunica a los presentes que la perra está embarazada. Enfadado, Carter expulsa a su familia de la mansión y le prohíbe a Brian volver acercarse a Brisa Marina. Desesperado, Brian huye con ella, pero acaban siendo localizados en un motel, mientras, Peter culpa a Brian de haber arruinado su amistad con su suegro y se niega a dirigirle la palabra.
Tras separarle de la madre de sus cachorros, Lois trata de consolar a un afligido Brian al comentarle que su padre promete que cuidará de los cachorros. Cansado de la situación, Brian demanda a Carter por la custodia de los cachorros. No obstante, los abogados del Sr. Pewterschmidt empiezan a desacreditar a Brian con detalles sórdidos sobre él, pero justo cuando parece que va a perder el juicio, Peter sube al estrado y tras un momento de reflexión declara ante el juez que Brian podría ser un buen padre si le permitieran darle la custodia de los perros que está esperando dando como ejemplo, el hecho de que conoce mejor a sus hijos que él mismo, por lo que el juez accede a darle la custodia con la condición de que sea castrado. Pero las sorpresas no se quedan ahí, puesto que cuando Brian está a punto de someterse a la operación, Lois irrumpe en el quirófano y le lleva hasta la sala donde está teniendo lugar el parto. Brian descubre que los cachorros no se parecen en nada a él sino a Ted Turner, por lo que Brian vuelve a casa decaído por la oportunidad perdida de ser padre.